# Dyckia agudensis
Dyckia agudensis là một loài thực vật có hoa trong họ Bromeliaceae. Loài này được Irgang & Sobral mô tả khoa học đầu tiên năm 1987.